# Vezdesasjtijat
Vezdesasjtijat (Alomtegenwoordig) is een Bulgaarse dramafilm uit 2017 onder regie van Ilian Dzjevelekov.

## Verhaal
Emil is schrijver en directeur van een reclamebureau. Hij houdt steeds meer familieleden, collega's en vrienden in de gaten met verborgen camera's. Op deze manier ontdekt hij zowel leuke momenten als ongemakkelijke waarheden. Maar wat in eerste instantie onschuldig leek te beginnen als een manier om een dief te ontmaskeren loopt uit op een totale ramp.  

## Rolverdeling
- Velislav Pavlov als Emil
- Teodora Doechovnikova als Anna
- Vesela Babinova als Maria
- Anastasia Ljoetova als Nia
- Toni Minasjan als Jimmy Kanev